# Carlos Marchena
Carlos Marchena López (Sevilla, 1979. július 31. –) spanyol válogatott labdarúgó, a 2008-as európa-, és 2010-es világbajnok spanyol válogatott tagja.

## Karrier
A Sevilla FC-ben kezdte profi pályafutását 18 évesen. Ekkor még a spanyol másodosztályban játszott a csapat majd 1999-2000-ben bemutatkozott az első osztályban 21 évesen. Mikor a szezon végén a Sevilla megint kiesett, a portugál SL Benfica-ba szerződött egy évre.

## Sikerei, díjai
Valencia CF:
- Primera División bajnok: 2001–02, 2003–04
- Spanyol labdarúgókupa győztes: 2007–08
- UEFA-kupa győztes: 2003–04

Válogatott:
- Világbajnokság győztes: 2010
- Európa-bajnokság győztes: 2008
- Konföderációs kupa bronzérmes: 2009
- U20-as labdarúgó-világbajnokság győztes: 1999

## Góljai a válogatottban
| #  | Dátum               | Ellenfél               | Eredmény | Kiírás              | Esemény |
| -- | ------------------- | ---------------------- | -------- | ------------------- | ------- |
| 1. | 2005. június 8.     | Bosznia és Hercegovina | 1 – 1    | Vb-selejtező        | 90'     |
| 2. | 2007. augusztus 22. | Görögország            | 3 – 2    | barátságos mérkőzés | 38'     |